# Paradijsvogel (fabeldier)
De paradijsvogel (manucodiata, "Vogels van God") is een bestaand dier (zie paradijsvogel), maar het werd vroeger fabelachtige eigenschappen toegeschreven. Het zou een wezen zonder vlees en botten zijn, levend in het paradijs, waar het zich voedt met dauw. Het heeft geen poten maar haakt zich met twee draden uit zijn staart vast aan een boomtak. Zijn lange, golvende veren zijn ragfijn en stralen goud, oranje, smaragd en kastanjebruin. De vogel daalt alleen af naar de aarde om te rusten.
Men zegt dat de vrouwtjes eieren leggen in een holte in de rug van de mannetjes. Ze worden uitgebroed terwijl hij vliegt. De vogel is te vangen door takken en riet met lijm in te smeren, maar het dier sterft in zo'n val. Pas als de paradijsvogel dood is, kunnen de mensen zijn schoonheid aanschouwen. In Oost-Indië zouden dode paradijsvogels gevonden zijn. Heersers droegen hun veren bij gevechten, omdat ze zo sterk als een harnas zouden zijn.
Onder koningin Victoria werden er twee levende paradijsvogels aan de Londense dierentuin geschonken. De Paradisea Apoda (zonder poten) bleken gewone vogels te zijn: paradijsvogels.

## De paradijsvogel in verhalen
De sultan van Batjan op de Molukken gaf twee paradijsvogels cadeau aan de kapitein van de Victoria als geschenk voor de Spaanse koning. Nadat het schip als eerste om de aarde was gevaren, keerde ze terug met een lading kruidnagel en twee dode vogels.
Een beroemde paradijsvogel is Isadora Paradijsvogel uit de Fabeltjeskrant.
Louis Paul Boon schreef de roman De Paradijsvogel. 